# 呂子昌
呂子昌（1958年10月22日—），臺灣政治人物，新北市淡水區人，曾任總統府國策顧問，曾任新北市議會議員。曾代表民主進步黨參選第一屆新北市議長，被台灣媒體視為蘇貞昌系成員。
呂子昌是第一位獲內政部專業獎章議員，且於新北市議會提案堅持開闢淡水區都市計畫6號道路，其認為（提案說明）此舉是因為：「近些年來因為地方人士，以保護文化資產一再阻礙開闢，致影響道路兩側地主無法改建，更無法解決該道路之貫通」，新北市政府回應則是市定古蹟「施家古厝」因受文化資產保護法保護而無法拆除。
長女呂孫綾，為前民進黨立法委員和中執委，為陳菊所推薦。另育有二子，長子呂孫福曾參選新北市議員、次子呂孫吉。

## 擔任議員時期的問政表現
- 關心八里回饋金發放議題，爭取八里回饋金改發現金[3]。
- 推動興建淡水漁人碼頭、八里左岸自行車步道[4]。
- 提出維護漁民權益的議題[5]。
- 要求新北市府向中央提出收回淡水新市鎮主導權[6]。

## 參選記錄

### 2010年新北市第1屆議員選舉
- 第一選區（八里區、淡水區、三芝區、石門區）
- 應選名額：3席

| 號次 | 黨籍       | 姓名     | 得票數 | 得票率 | 當選 |
| ---- | ---------- | -------- | ------ | ------ | ---- |
| 1    | 台灣綠黨   | 王鐘銘   | 8,321  | 7.50%  |      |
| 2    | 無黨籍     | 蔡錦賢   | 24,179 | 21.78% |      |
| 3    | 中國國民黨 | 鄭戴麗香 | 30,122 | 27.14% |      |
| 4    | 民主進步黨 | 呂子昌   | 28,707 | 25.86% |      |
| 5    | 中國國民黨 | 李文德   | 17,509 | 15.77% |      |
| 6    | 無黨籍     | 練瑞農   | 2,166  | 1.95%  |      |

### 2010年新北市第1屆議長選舉
- 參考五都正副議長當選名單[7]

| 號次 | 政黨       | 候選人 | 得票數 | 得票率 | 當選 |
| ---- | ---------- | ------ | ------ | ------ | ---- |
| -    | 中國國民黨 | 陳幸進 | 35     | 53.03% |      |
| -    | 民主進步黨 | 呂子昌 | 30     | 45.45% |      |
| -    | 民主進步黨 | 李婉鈺 | 1      | 1.51%  |      |

### 2014年新北市第2屆議員選舉
- 第一選區（八里區、淡水區、三芝區、石門區）
- 應選名額：4席

| 號次 | 黨籍       | 姓名     | 得票數 | 得票率 | 當選 |
| ---- | ---------- | -------- | ------ | ------ | ---- |
| 1    | 中國國民黨 | 鄭戴麗香 | 18,779 | 17.21% |      |
| 2    | 台灣綠黨   | 王鐘銘   | 6,880  | 6.30%  |      |
| 3    | 民主進步黨 | 鄭宇恩   | 31,928 | 29.26% |      |
| 4    | 無黨籍     | 蔡錦賢   | 20,167 | 18.48% |      |
| 5    | 中國國民黨 | 蔡葉偉   | 16,421 | 15.05% |      |
| 6    | 民主進步黨 | 呂子昌   | 14,919 | 13.67% |      |

## 特殊事蹟
- 創下新北市議會（包括升格前的台北縣議會）最長連任紀錄[8]。
- 獲頒內政部專業獎章[9]。

## 爭議

### 2013年2次參與土地用地變更，涉及利益衝突遭罰200萬元敗訴確定
呂子昌擔任新北市議員時，名下有5筆土地位於「變更淡水都市計畫（部分農業區為道路用地）案」範圍內，卻於102年5月9日以市議員身分參與新北市都市計畫委員會審議會議，發言要求整體開發、採區段徵收方式取得土地，審議期間都在會場，影響他所監督的新北市政府決策，而且也因土地取得方式改變而獲取財產利益；另於102 年3 月18日議會臨時會審議「5 筆土地由工業區變更為住宅區案」【淡水區海天案】時，明知其中有2筆土地是其妻所有，卻仍參與審議、表決。因構成利益衝突卻未依法自行迴避，違反利益衝突迴避法，遭監察院各處100萬元，合計200萬元罰鍰。呂子昌不服，提起行政訴訟，抗辯會議發言屬於言論免責範圍不應受罰，臺北高等行政法院於106年10月19日做出105年度訴字第1736號判決，認定裁罰有理，呂子昌敗訴，後來因上訴不合法，經最高行政法院於107年1月18日以107年度裁字第41號裁定駁回上訴，全案定讞 。

### 2015年淡水清水巖祖師廟廟務糾紛
- 2015年12月30日淡水區地方信仰中心－淡水清水巖祖師廟當日上午10點舉行第四屆主任委員與多個幹部就職典禮，現任主任委員呂子昌連任。就職典禮中淡水里長聯誼會會長黃威翔、前會長江慶發、淡水鎮民俗改善委員會前主任委員王傳聲等人在9點許前往現場，拉起白布條、傳遞抗議書，抗議呂子昌在民國100年就任以來，增加信徒代表認定資格的條件，讓信徒代表、管理委員會等可以左右廟務者成為特小圈圈在把持，控訴這是黑箱作業，違反祖師爺無私奉獻精神。[13]

### 2016年家族被控養地牟利
《周刊王》雜誌報導，新北市政府為便民闢路，有意徵收呂子昌家族在「淡海新市鎮」農地中的1.3公頃土地，開價2.3億卻屢談不成，一名官員透露，當地地主們要求新北市政府須買下全部12公頃土地，讓徵收經費暴增為20億元，「市府怎可能同意」。呂孫綾父親呂子昌隨後接受採訪表示，祖先在地兩百多年，土地持分有家族多人，同意徵收，但絕沒有說必須買下全部土地，只要求須以「市價徵收」。據悉，該12公頃土地，共有20個地號，呂子昌擁有其中5個地號的持分；他的兒子（其中一個是呂孫福）也擁有若干持分；呂子昌曾在2013年一場協調會上說：「希望地主能參加自辦重劃，以一定比例農地變建地。」顯見他極度希望「農地變建地」。
呂孫綾表示周刊王報導和事實有出入，並且發表文章說明他偕同地方民眾及里長陳情應開通新市一路二段，而呂子昌亦在個人臉書說明願意無償提供土地供市府開通道路。

### 2017年選全國農會理事長
- 民進黨經黨內會商後，決議由呂子昌代表民進黨出戰全國農會理事長，推蘇系的呂子昌出馬，一來展現黨內整合大度，且呂子昌有淡水信合社背景，資金實力雄厚，根據消息指出，陳明文和呂子昌的交情，可歸因本屆立委選戰，民進黨尚未提名時，呂子昌擬推女兒呂孫綾選淡水區立委，先是遭到黨內游盈隆質疑，後又遭到時代力量提名的媒體人馮光遠強力挑戰，但陳明文多次在民進黨選舉對策委員會中，都根據民調結果，以實力原則力挺呂孫綾，讓呂家父女相當感念。陳明文和呂家交情，也延續到呂孫綾當選，進入立法院後，陳明文對呂孫綾相當照顧[19][20]。

## 政治活動及新聞事件

### 2014年新北市第2屆議員選舉
- 2014年新北市議員選舉，呂子昌原本被規劃當選後代表民進黨競爭議長寶座（後來由於國民兩黨議長競爭激烈，兩黨推派的候選人票數相同，後來是用抽籤產生），但卻成為落選頭，於是對二連霸的新北市議員蔡錦賢，提起當選無效之訴，企圖藉此敗部復活，士林地院一審蔡錦賢遭判當選無效[21]。蔡錦賢上訴後，高等法院認定他可以登記為候選人，當選市議員仍屬當選有效[22]

### 2016區域立委選舉
- 新北市第一選區，民進黨提名呂孫綾、時代力量推出作家馮光遠，當時雙方誰也不讓誰。對於淡水地區整合進度，時代力量參選人馮光遠說，他希望與呂孫綾進行3場電視辯論；否則光靠誰錢多、廣告打得多，舉個例子，馬英九、連勝文就是很好的例子。萬一對手不願接受電視辯論，馮光遠強調，他會奮戰到底，並交由選民決定。另一方面，對於在民調之前，雙方先進行政見說明會，呂孫綾團隊由其父親呂子昌表示，一切尊重黨中央意見。[23]。

- 新北市第一選區在野整合失敗，前時代力量立委參選人馮光遠於11月19日黯然退選，讓民進黨立委參選人呂孫綾與現任國民黨立委吳育昇正面對決。馮光遠11月20日在臉書發文透露，呂氏父女為家族利益參選，且整合態度反覆，但相較於前者曾為開發案破壞淡水古蹟[2]，他認為吳育昇對台灣傷害的層次更高，「兩害相權取其輕」，自己只好退選成全呂孫綾。[24]。

## 子女參政與事業經營
- 長女呂孫綾：為新北第一選舉區第九屆立法委員。[25][26] 。
- 長子呂孫福：曾任長昌有限公司（不動產買賣租賃投資、建材相關業務及高爾夫球場）董事[27][28]。

## 外部連結
- 新北市議員 呂子昌（页面存档备份，存于）
- YouTube上的呂子昌議員服務處頻道
- 呂子昌的Facebook專頁